# Thomas Wydler
Thomas Wydler (* 9. října 1959 Curych) je švýcarský rockový bubeník. V roce 1982 spoluzaložil skupinu Die Haut, ve které působil řadu let. Během jejího turné počátkem osmdesátých let se seznámil s australským zpěvákem Nickem Cavem, který jej později pozval do své skupiny The Bad Seeds, ve které hraje od roku 1985 dodnes. Prvním albem této skupiny, na kterém se podílel, bylo Kicking Against the Pricks z roku 1986.